# Eleição municipal do Rio de Janeiro em 2012
A eleição municipal da cidade brasileira do Rio de Janeiro em 2012 ocorreu no dia 7 de outubro de daquele ano para eleger o prefeito e o vice-prefeito, além de 51 vereadores para a Câmara Municipal da cidade.
A campanha eleitoral contou com a participação de 8 candidatos a prefeito. O prefeito em exercício Eduardo Paes, candidato pelo PMDB, foi reeleito em primeiro turno, recebendo 64,60% dos votos válidos, sendo seguido pelo então deputado estadual Marcelo Freixo, do PSOL, que obteve 28,15%, e do então deputado federal Rodrigo Maia, do DEM, com 2,94% dos votos válidos.
Foi a segunda vitória de Paes para o cargo executivo municipal. Contribuíram para a vitória a imagem de "tocador de obras", de realizador e a sua facilidade de comunicação. Mas a expressiva votação recebida pelo candidato do PSOL (cerca de 30% dos votos) impulsionou o crescimento do partido na cidade.
A chapa vencedora tomou posse na Prefeitura do Rio em 1° de janeiro de 2013 para um mandato de quatro anos.

## Contexto
Após a eleição de Eduardo Paes em 2008, eleitores de Gabeira, agrupados no Movimento Pró-democracia, fazem o primeiro protesto no dia 31 de outubro de 2008. Foi considerado pela Revista Época um dos 100 brasileiros mais influentes do ano de 2009. No dia 1º de janeiro de 2009, assumiu a prefeitura da cidade do Rio de Janeiro, sem o comparecimento de César Maia na cerimônia, o ato foi feito pelo Governador Cabral, no Palácio Guanabara. No primeiro dia de seu mandato, Eduardo Paes revogou o decreto 28.878, que instituía o sistema de aprovação automática na rede municipal de ensino, como prometido durante sua campanha. E apresentou um novo logotipo da prefeitura substituindo o que foi usado entre os anos de 1993 e 2008.
Em 2011 o governo municipal se concentrou, principalmente, na implantação de diversos novos corredores viários por toda a cidade, visando à Jornada Mundial da Juventude de 2013, a Copa do Mundo FIFA de 2014 e aos Jogos Olímpicos de Verão de 2016, que ocorreriam no Rio. Obras como a TransOeste, TransCarioca, TransOlímpica e TransBrasil começaram a sair do papel. Além disso, Paes em parceria com o então governador Sergio Cabral Filho, deu início, a uma série de obras de revitalização com o objetivo de preparar a cidade para a XXI olimpíada. Parte da revitalização da Zona Portuária, a derrubada, apesar de algum grau de controvérsias, do Elevado da Perimetral dividiu a opinião de especialistas. Alguns defenderam a manutenção do elevado e o aproveitamento do espaço. Outros defenderam a derrubada e as alternativas viárias como forma de frear a depreciação do entorno e ampliar a capacidade de circulação.
Em 2011, a fatia das despesas destinada a obras bateu 17,9%, contra 13,2% de Belo Horizonte (segunda colocada), e 9,5% da cidade de São Paulo (terceira colocada). A União aparece com 4%. O estudo foi feito pela "Secretaria Municipal de Fazenda do Rio", que comparou dados de 17 dos maiores orçamentos. Em valores absolutos, a capital fluminense foi a 4ª colocada com R$ 3,347 bilhões executados em 2011. O orçamento de 2011 foi de R$ 18,723 bilhões.[carece de fontes?] Tais dados vieram ao conhecimento durante a campanha de reeleição do prefeito no mesmo ano, onde foi reeleito com 64% dos votos válidos em 7 de outubro, tornando-se o segundo prefeito da cidade a se reeleger ainda no primeiro turno (César Maia havia conseguido o mesmo feito em 2004).
O principal candidato da oposição foi o deputado niteroiense Marcelo Freixo do PSOL, que em 2008, presidiu a CPI das Milícias na Assembleia Legislativa fluminense. Diversos políticos foram intimados a depor diante desta CPI, sendo acusados de envolvimento com milicianos, entre os quais os vereadores/candidatos a vereador Nadinho de Rio das Pedras, Cristiano Girão, Deco e Doen, além da deputada Marina Maggessi e do deputado e ex-secretário de segurança Marcelo Itagiba. A história de Marcelo Freixo inspirou a criação da personagem Diogo Fraga, um professor de história e militante dos Direitos humanos que se torna deputado estadual e também preside uma CPI contra o poder das Milícias no RJ, no filme Tropa de Elite 2, diretor José Padilha. Principal candidato a personificar a insatisfação de parte da população com o prefeito Eduardo Paes (PMDB), o deputado estadual Marcelo Freixo (PSOL-RJ) entrou só na disputa pela prefeitura do Rio de Janeiro. Freixo contava com o apoio de diversos artistas, como os músicos Chico Buarque de Holanda, Marisa Monte, Caetano Veloso e Mano Brown, os diretores José Padilha (Tropa de Elite) e Fernando Meirelles (Ensaio sobre a cegueira), e os atores Wagner Moura, Marcelo Serrado, Maria Ribeiro e Fernanda Torres. Em 11 de março de 2012, Freixo escolheu o músico Marcelo Yuka, do mesmo partido, como companheiro de chapa. A pré-candidatura de Yuka a vice-prefeito foi aprovada pelo PSOL no fim do mês de março de 2012. Doze anos antes, Yuka, na época baterista da banda O Rappa, foi baleado durante um assalto na Tijuca, onde morava, e ficou paraplégico. Em 2009, no mesmo bairro, foi atacado por assaltantes que tentaram roubar seu carro. Freixo descartou alianças no primeiro turno e fez campanha em parceria com a sociedade civil Freixo recebeu 28%, enquanto os restantes 8% foram distribuídos entre outros seis candidatos, entre eles Rodrigo Maia, Aspásia Camargo e Otávio Leite, que lançou sua candidatura à prefeitura do Rio de Janeiro, à sucessão de Eduardo Paes, tendo como principal meta evitar a demolição do Elevado da Perimetral; por este elevado passam diariamente 100 mil carros, a demolição custaria R$ 1,5 bilhão e seria, segundo ele, uma insensatez.

## Convenções partidárias

### Legislação
É no período de convenções que os partidos decidem quais filiados podem pedir registro de candidatura e se as siglas disputarão o pleito coligadas ou não com outras legendas. Ainda de acordo com o caput do artigo 8º da Lei nº 9.504/97, a ata com o registro dos candidatos e coligações escolhidos por cada partido deve ser lavrada em livro aberto e rubricado pela Justiça Eleitoral. Os partidos que quisessem disputar o pleito de 2012 deveriam estar registrados no TSE até 7 de outubro de 2011, enquanto os cidadãos que desejassem ser candidatos deveriam estar filiados a um partido até a mesma data. As convenções para a escolha dos candidatos ocorreram entre 10 e 30 de junho, enquanto o registro das candidaturas e alianças junto aos Tribunais Regionais Eleitorais (TREs) ocorreu até 5 de julho. A partir do registro, a propaganda eleitoral foi autorizada. A propaganda eleitoral gratuita – duas faixas diárias na televisão aberta e no rádio reservadas à propaganda política, pagas pelo fundo da Justiça Eleitoral – irá ser exibida de 21 de agosto até 4 de outubro. Segundo a lei eleitoral em vigor, o sistema de dois turnos – caso o candidato mais votado receber menos de 50% +1 dos votos – está disponível apenas em cidades com mais de 200 mil eleitores.

## Programa eleitoral
De acordo com a lei eleitoral, todas as redes de acesso gratuito de televisão e rádio devem reservar dois programas de 30 minutos por dia. O tempo reservado a cada um dos candidatos é determinado com base no número de assentos ocupados pelos partidos que correspondem a sua coligação na Câmara dos Deputados. Apenas 1/3 do tempo é dividido de forma igualitária entre todos. Os programas eleitorais são considerados uma ferramenta-chave de campanha no Brasil, onde a televisão e o rádio são as principais fontes de informação para muitos eleitores. O horário eleitoral gratuito também inclui candidatos concorrendo a vereador.

### Primeiro turno
A propaganda no rádio e na TV no primeiro turno é dividida em dois blocos diários de 30 minutos cada. Para prefeito, as propagandas foram transmitidas pelo rádio às segundas, quartas e sextas das 7h às 7h30 e das 12h às 12h30. Na televisão, foram exibidas às segunda, quartas e sextas das 13h às 13h30 e das 20h30 às 21h. A divisão dos 30 minutos é feita com base nos critérios previstos na Lei das Eleições – um terço é dividido igualmente entre todos e o restante leva em conta o tamanho das bancadas na Câmara dos Deputados. A propaganda para vereador também foi às terças, quintas e aos sábados.

### Aplicação da Ficha Limpa
A lei da Ficha Limpa foi aprovada e sancionada pelo ex-presidente Lula em 2010. A lei despertou dúvida em relação à sua validade para as eleições de 2012 devido que a lei fere o artigo 16 da Constituição, na qual define que uma mudança nas leis que tenha impacto no processo eleitoral só pode começar a valer um ano depois da publicação. O resultado foi decidido no início de 2011 com a invalidade da lei para 2010. Com isto, alguns políticos barrados assumiram ao cargo fazendo com que outros cedessem a vaga.

## Candidaturas à prefeitura
Uma convenção do PMDB realizada em 23 de junho de 2012, na sede regional do partido, no Centro do Rio, confirmou a candidatura de Eduardo Paes para a reeleição à prefeitura da cidade. A lista dos 60 candidatos a vereador também foi definida. O PT também declarou apoio a Eduardo Paes nesta tarde e indicou o vereador Adilson Pires como candidato a vice-prefeito da coligação. Ele estava em seu sexto mandado na Câmara Municipal, onde era o líder do governo. Para estas eleições, Paes obteve o apoio de outros 16 partidos, foram eles o PTN, PDT, PSDC, PP, PPS, PSL, PSB, PMN, PTC, PSC, PRB, PRP, PSD, PTB, PHS, PRTB e PT.
Em 2012 as famílias Garotinho e Maia se uniram em uma inesperada aliança, em prol de derrotar o então prefeito, Eduardo Paes que concorria a reeleição. A coligação "Um Rio Melhor Pros Cariocas" PR/DEM foi encabeçada por Rodrigo Maia, filho do ex-prefeito Cesar Maia e teve Clarissa Garotinho como vice. A chapa causou surpresa, sendo amplamente debatida. Obteve apenas 95.328 votos (3% dos votos válidos), e Eduardo Paes foi reeleito com mais de 2 milhões de votos (64% dos votos válidos).
Depois de Otávio Leite (PSDB) foi a vez de Marcelo Freixo lançar sua candidatura a prefeito do Rio pelo PSOL. Durante a convenção que confirmou seu nome como candidato, também foi apresentado o ex-baterista do Rappa, Marcelo Yuka, como o vice-prefeito de sua chapa. Freixo ficou famoso como presidente da CPI das Milícias e mais tarde serviu como inspiração para o personagem Diogo Fraga do filme Tropa de Elite 2, ambos são deputados estaduais que sofrem ameaças da milícia e ativistas dos Direitos Humanos. Dos principais candidatos é Freixo quem teve o menor tempo de Tv. Ele esperava que as Redes Sociais o ajudassem a recuperar um pouco desta desvantagem.

### Lista de candidatos e coligações
Coligação é o nome que se dá à união de dois ou mais partidos políticos que apresentam conjuntamente seus candidatos para determinada eleição. As coligações podem ser formadas para eleições majoritárias (escolha de prefeitos, governadores, senadores e presidente da república), proporcionais (vereadores, deputados estaduais, distritais e federais) ou ambas. Nas eleições majoritárias, a coligação é responsável por definir o tempo do horário eleitoral gratuito de cada candidato, já que o tamanho da bancada parlamentar na Câmara dos Deputados é utilizado como base do cálculo. Quanto mais deputados uma coligação tiver, maior o seu tempo na televisão.
| Nº     | Prefeito(a)  | Prefeito(a)          | Prefeito(a)       | Vice-prefeito(a) | Vice-prefeito(a) | Vice-prefeito(a)     | Vice-prefeito(a)  | Coligação Partido(s)                                                                              |
| Nº     | Candidato(a) | Candidato(a)         | Partido Federação | Candidato(a)     | Candidato(a)     | Candidato(a)         | Partido Federação | Coligação Partido(s)                                                                              |
| ------ | ------------ | -------------------- | ----------------- | ---------------- | ---------------- | -------------------- | ----------------- | ------------------------------------------------------------------------------------------------- |
| 15     |              | Eduardo Paes         | PMDB              |                  |                  | Adilson Pires        | PT                | Somos Um Rio PRB PP PDT PT PTB PMDB PSL PTN PSC PPS PSDC PRTB PHS PMN PTC PSB PRP PSD PCdoB PTdoB |
| 16     |              | Cyro Garcia          | PSTU              |                  |                  | Marília Paula        | PSTU              | Sem coligação                                                                                     |
| 25     |              | Rodrigo Maia         | DEM               |                  |                  | Clarissa Garotinho   | PR                | Um Rio Melhor Para Os Cariocas PR DEM                                                             |
| 29     |              | Antonio Carlos Silva | PCO               |                  |                  | Neuder Bastos        | PCO               | Sem coligação                                                                                     |
| 43     |              | Aspásia Camargo      | PV                |                  |                  | Alfredo Piragibe     | PV                | Sem coligação                                                                                     |
| 45     |              | Otavio Leite         | PSDB              |                  |                  | Dr. Geraldo Nogueira | PSDB              | Sem coligação                                                                                     |
| 50     |              | Marcelo Freixo       | PSOL              |                  |                  | Marcelo Yuka         | PSOL              | Sem coligação                                                                                     |
| 54     |              | Fernando Siqueira    | PPL               |                  |                  | Irapuan Santos       | PPL               | Sem coligação                                                                                     |
| Fonte: |              |                      |                   |                  |                  |                      |                   |                                                                                                   |

## Campanhas da eleição para prefeitura
Na reta final da campanha, o Ministério Público Eleitoral (MPE) recebeu denúncia de abuso de poder econômico por parte da campanha Paes. Marcelo Freixo também entrou com representação pedindo que o Ministério Público investigasse o caso. A denúncia foi publicada na página da revista "Veja" na internet. A revista apresentou uma gravação de uma reunião que aconteceu entre Jorge Esch, presidente estadual do Partido Trabalhista Nacional (PTN), e correligionários do partido. Na gravação, ele afirma que impediu uma candidatura própria do PTN à Prefeitura do Rio para apoiar Eduardo Paes em troca de R$ 200 mil destinados às campanhas de vereadores do partido. Paes classificou a denúncia como factóide.

### Horário Eleitoral
As inserções no rádio e TV são feitas para as estações com outorga na cidade do Rio de Janeiro. A geração na televisão foi feita pela TV Globo e retransmitida pelas outras estações geradoras de televisão da cidade. Eduardo Paes teve o maior tempo de TV.

#### Tempo de exposição
| Candidato(a)               | Tempo           |
| -------------------------- | --------------- |
| Eduardo Paes (PMDB)        | 16 min e 17 seg |
| Marcelo Freixo (PSOL)      | 1 min e 22 seg  |
| Rodrigo Maia (DEM)         | 3 min e 35 seg  |
| Otavio Leite (PSDB)        | 3 min e 18 seg  |
| Aspásia Camargo (PV)       | 1 min e 39 seg  |
| Cyro Garcia (PSTU)         | 1 min e 16 seg  |
| Fernando Siqueira (PPL)    | 1 min e 19 seg  |
| Antonio Carlos Silva (PCO) | 1 min 16 seg    |

### Debates
Para a eleição municipal de 2012, o Tribunal Superior Eleitoral aprovou três debates televisionados, além de um debate pela internet sem precedentes, que foi realizado pelo Universo Online e Folha de S. Paulo em 18 de agosto.[carece de fontes?] Segundo as diretrizes do TSE, os organizadores dos debates não eram obrigados a convidar os candidatos cujos partidos não fossem representados na câmara mais baixa do Congresso Nacional. Tais candidatos chegaram contestar essa decisão.[carece de fontes?]
O primeiro debate foi realizado em 2 de agosto, na Rede Bandeirantes. O segundo debate foi realizado em 18 de agosto pelo portal da internet UOL e o jornal Folha de S. Paulo.[carece de fontes?] Foi o primeiro debate transmitido exclusivamente através da internet na história do Rio. Com pouco tempo de propaganda eleitoral na TV, Marcelo Freixo apostou nas redes sociais e nos jovens eleitores, e contou com o apoio expressivo de parte da classe artística. Sua atuação nas redes sociais, repercutiu positivamente em momentos em que superou os partidos tradicionais, (de direita) e (de  centro-esquerda), surpreendendo o establishment político nacional.[carece de fontes?]
| Data       | Organizador(es)   | Eduardo Paes (PMDB) | Marcelo Freixo (PSOL) | Rodrigo Maia (DEM) | Otávio Leite (PSDB) | Aspásia Camargo (PV) |        |
| ---------- | ----------------- | ------------------- | --------------------- | ------------------ | ------------------- | -------------------- | ------ |
| 02/08/2012 | Rede Bandeirantes | Presente            | Presente              | Presente           | Presente            | Presente             | [ 47 ] |
| 05/09/2012 | Folha/RedeTV!     | Presente            | Presente              | Presente           | Presente            | Presente             | [ 48 ] |
| 01/10/2012 | Rede Record       | Presente            | Presente              | Presente           | Presente            | Presente             | [ 49 ] |
| 04/10/2012 | Rede Globo        | Presente            | Presente              | Presente           | Presente            | Presente             | [ 50 ] |

### Propostas
Dentre as principais propostas do prefeito reeleito estão a redução em pelo menos 50% da população carioca abaixo da linha da pobreza e a construção de mais 50 mil casas populares; a criação de 30 mil vagas no ensino infantil, com 120 novos espaços; a meta de coletar 25% do lixo reciclável da cidade e aumentar para 55% (11 vezes mais) a rede de esgoto tratado da Zona Oeste; atingir 70% de cobertura da saúde básica, além de contratar mais 2 mil médicos; e concluir 150 km de corredores de ônibus BRTs, 30 km de VLT (veículo leve sobre trilho) no Centro.

#### Promessas de campanha
Logo após os resultados nas urnas que confirmaram a vitória de Eduardo Paes, a imprensa reuniu suas principais promessas anunciadas durante a campanha eleitoral para que fossem objeto de futura cobrança pela população.

## Pesquisas de opinião

### Prefeito
A primeira pesquisa após o início a campanha oficial feita pelo Datafolha, aponta Eduardo Paes em primeiro e Marcelo Freixo em segundo, com 10% das intenções de voto.
A segunda pesquisa Datafolha foi realizada nos dias 28 e 29 de agosto Foram entrevistadas 944 pessoas na cidade do Rio. A margem de erro é de 3 pontos percentuais, para mais ou para menos.
A pesquisa está registrada no Tribunal Regional Eleitoral (TRE-RJ), sob o número RJ-00054/2012. Veja os números do Datafolha para a pesquisa estimulada:
- Numero de entrevistadas:805 1ª pesquisa Ibope
- Margem de erro:3 pontos percentuais
- Registro no Tribunal Regional Eleitoral - número 00031/ 2012.
- Entrevistados: 805 pessoas 2ª pesquisa Ibope
- Margem de erro:3 pontos percentuais.

| Período da pesquisa               | Instituto | Margem de erro | Candidato   | Candidato     | Candidato  | Candidato    | Candidato    | Candidato     | Candidato      | Candidato    | Brancos ou Nulos | Nenhum ou Não sabe | Ref.          |
| Período da pesquisa               | Instituto | Margem de erro | Paes (PMDB) | Freixo (PSOL) | Maia (DEM) | Leite (PSDB) | Aspásia (PV) | Garcia (PSTU) | Siqueira (PPL) | Carlos (PCO) | Brancos ou Nulos | Nenhum ou Não sabe | Ref.          |
| --------------------------------- | --------- | -------------- | ----------- | ------------- | ---------- | ------------ | ------------ | ------------- | -------------- | ------------ | ---------------- | ------------------ | ------------- |
| 31 de julho a 2 de agosto de 2012 | Ibope     | ±3%            | 49%         | 8%            | 5%         | 3%           | 2%           | 1%            | 1%             | 0%           | 17%              | 14%                | [ 52 ]        |
| 13 a 15 de agosto de 2012         | Ibope     | ±2%            | 47%         | 12%           | 5%         | 3%           | 2%           | 1%            | 1%             | 0%           | 15%              | 15%                | [ 53 ]        |
| 28 e 29 de agosto de 2012         | Datafolha | ±2%            | 53%         | 13%           | 5%         | 3%           | 1%           | 1%            | 1%             | 1%           | 13%              | 10%                | [ 51 ] [ 54 ] |

#### Boca de urna - apenas votos válidos
| Data       | Instituto | Candidato   | Candidato     | Candidato  | Candidato    | Candidato    | Candidato     | Candidato      | Candidato    | Ref.   |
| Data       | Instituto | Paes (PMDB) | Freixo (PSOL) | Maia (DEM) | Leite (PSDB) | Aspásia (PV) | Garcia (PSTU) | Siqueira (PPL) | Carlos (PCO) | Ref.   |
| ---------- | --------- | ----------- | ------------- | ---------- | ------------ | ------------ | ------------- | -------------- | ------------ | ------ |
| 07/10/2012 | Ibope     | 69%         | 26%           | 2%         | 2%           | 1%           | 0%            | 0%             | 0%           | [ 55 ] |

## Resultados

### Prefeito
| Candidato(a) a prefeito | Candidato(a) a prefeito    | Candidato(a) a vice-prefeito | Primeiro turno 07 de outubro de 2012 | Primeiro turno 07 de outubro de 2012 |
| Candidato(a) a prefeito | Candidato(a) a prefeito    | Candidato(a) a vice-prefeito | Total                                | Percentagem                          |
| ----------------------- | -------------------------- | ---------------------------- | ------------------------------------ | ------------------------------------ |
|                         | Eduardo Paes (PMDB)        | Adilson Pires (PT)           | 2.097.733                            | 64,6%                                |
|                         | Marcelo Freixo (PSOL)      | Marcelo Yuka (PSOL)          | 914.082                              | 28,15%                               |
|                         | Rodrigo Maia (DEM)         | Clarissa Garotinho (PR)      | 95.328                               | 2,94%                                |
|                         | Otavio Leite (PSDB)        | Dr. Geraldo Nogueira (PSDB)  | 80.059                               | 2,47%                                |
|                         | Aspásia Camargo (PV)       | Alfredo Piragibe (PV)        | 41.314                               | 1,27%                                |
|                         | Cyro Garcia (PSTU)         | Marilia Paula (PSTU)         | 12.596                               | 0,39%                                |
|                         | Fernando Siqueira (PPL)    | Irapuan Santos (PPL)         | 5.021                                | 0,15%                                |
|                         | Antonio Carlos Silva (PCO) | Neuder Bastos (PCO)          | 937                                  | 0,03%                                |
| Total de votos válidos  | Total de votos válidos     | Total de votos válidos       | 3.247.070                            | 86,49%                               |
| Votos em branco         | Votos em branco            | Votos em branco              | 188.862                              | 5,03%                                |
| Votos nulos             | Votos nulos                | Votos nulos                  | 318.461                              | 8,48%                                |
| Total de votos          | Total de votos             | Total de votos               | 3.754.393                            | 79,55%                               |
| Abstenções              | Abstenções                 | Abstenções                   | 965.214                              | 20,45%                               |
| Eleitorado apto         | Eleitorado apto            | Eleitorado apto              | 4.719.607                            | 4.719.607                            |
| Fonte:                  |                            |                              |                                      |                                      |

### Vereadores
| Candidato(a) | Candidato(a)                  | Partido | Votos  | Cidade de origem         | Unidade federativa/País |
| ------------ | ----------------------------- | ------- | ------ | ------------------------ | ----------------------- |
|              | Rosa Fernandes                | PMDB    | 68.452 | Rio De Janeiro           | Rio de Janeiro          |
|              | Guaraná                       | PMDB    | 53.306 | Rio De Janeiro           | Rio de Janeiro          |
|              | Cesar Maia                    | DEM     | 44.095 | Rio De Janeiro           | Rio de Janeiro          |
|              | Jairinho                      | PSC     | 43.181 | Rio De Janeiro           | Rio de Janeiro          |
|              | Jorge Felippe                 | PMDB    | 37.520 | Rio De Janeiro           | Rio de Janeiro          |
|              | Chiquinho Brazão              | PMDB    | 35.644 | Rio De Janeiro           | Rio de Janeiro          |
|              | Dr. Carlos Eduardo            | PSB     | 33.894 | Rio De Janeiro           | Rio de Janeiro          |
|              | Alexandre Isquierdo           | PMDB    | 33.356 | Rio De Janeiro           | Rio de Janeiro          |
|              | Vera Lins                     | PP      | 31.827 | Rio De Janeiro           | Rio de Janeiro          |
|              | Veronica Costa                | PR      | 31.515 | Rio De Janeiro           | Rio de Janeiro          |
|              | Junior Da Lucinha             | PSDB    | 31.182 | Rio De Janeiro           | Rio de Janeiro          |
|              | Paulo Pinheiro                | PSOL    | 28.539 | Rio De Janeiro           | Rio de Janeiro          |
|              | Cristiane Brasil              | PTB     | 28.169 | Petrópolis               | Rio de Janeiro          |
|              | Jorge Braz                    | PMDB    | 27.596 | Palma                    | Minas Gerais            |
|              | Teresa Bergher                | PSDB    | 27.344 | Mareco                   | Portugal                |
|              | Rafael Aloisio Freitas        | PMDB    | 25.278 | Rio De Janeiro           | Rio de Janeiro          |
|              | João Mendes De Jesus          | PRB     | 24.973 | Aurelino Leal            | Bahia                   |
|              | Tania Bastos                  | PRB     | 24.850 | Aracaju                  | Sergipe                 |
|              | Leonel Brizola Neto           | PDT     | 24.044 | Porto Alegre             | Rio Grande do Sul       |
|              | Carlos Bolsonaro              | PP      | 23.679 | Resende                  | Rio de Janeiro          |
|              | Eliomar Coelho                | PSOL    | 23.662 | Coremas                  | Paraíba                 |
|              | Marcelino D Almeida           | PSB     | 23.239 | Rio De Janeiro           | Rio de Janeiro          |
|              | S. Ferraz                     | PMDB    | 21.982 | Rio De Janeiro           | Rio de Janeiro          |
|              | Tio Carlos                    | DEM     | 21.378 | Rio De Janeiro           | Rio de Janeiro          |
|              | Jorginho Da Sos               | PMDB    | 20.625 | Rio De Janeiro           | Rio de Janeiro          |
|              | Reimont                       | PT      | 18.014 | Conceição do Mato Dentro | Minas Gerais            |
|              | Dr. Eduardo Moura             | PSC     | 17.869 | Rio De Janeiro           | Rio de Janeiro          |
|              | Marcelo Arar                  | PT      | 16.756 | Rio De Janeiro           | Rio de Janeiro          |
|              | Willian Coelho                | PMDB    | 16.505 | Rio De Janeiro           | Rio de Janeiro          |
|              | Thiago K. Ribeiro             | PMDB    | 16.096 | Rio De Janeiro           | Rio de Janeiro          |
|              | Dr. Jorge Manaia              | PDT     | 15.812 | Rio De Janeiro           | Rio de Janeiro          |
|              | Renato Moura                  | PTC     | 15.775 | Rio De Janeiro           | Rio de Janeiro          |
|              | Luiz Carlos Ramos Do Chapéu   | PSDC    | 15.262 | Rio De Janeiro           | Rio de Janeiro          |
|              | Carlo Caiado                  | DEM     | 15.148 | Goiania                  | Goiás                   |
|              | Laura Carneiro                | PTB     | 14.621 | Rio De Janeiro           | Rio de Janeiro          |
|              | Leila Do Flamengo             | PMDB    | 14.304 | Natal                    | Rio Grande do Norte     |
|              | Márcio Garcia                 | PR      | 13.740 | Rio De Janeiro           | Rio de Janeiro          |
|              | Prof. Uoston                  | PMDB    | 13.452 | Rio De Janeiro           | Rio de Janeiro          |
|              | Átila A. Nunes                | PSL     | 13.252 | Rio De Janeiro           | Rio de Janeiro          |
|              | Eliseu Kessler                | PSD     | 12.717 | Rio De Janeiro           | Rio de Janeiro          |
|              | Elton Babu                    | PT      | 12.630 | Rio De Janeiro           | Rio de Janeiro          |
|              | Renato Cinco                  | PSOL    | 12.498 | Rio De Janeiro           | Rio de Janeiro          |
|              | Jefferson Moura               | PSOL    | 12.424 | Volta Redonda            | Rio de Janeiro          |
|              | Edson Zanata                  | PT      | 12.120 | Rio De Janeiro           | Rio de Janeiro          |
|              | Jimmy Pereira                 | PRTB    | 10.551 | Rio De Janeiro           | Rio de Janeiro          |
|              | Dr. João Ricardo              | PSDC    | 10.281 | Ponta Grossa             | Paraná                  |
|              | Eduardão                      | PSDC    | 10.209 | Rio De Janeiro           | Rio de Janeiro          |
|              | Paulo Messina                 | PV      | 10.112 | Rio De Janeiro           | Rio de Janeiro          |
|              | Dr. Gilberto                  | PTN     | 9.780  | Rio De Janeiro           | Rio de Janeiro          |
|              | Marcelo Cid Heraclito Queiroz | PP      | 8.428  | Rio De Janeiro           | Rio de Janeiro          |
|              | Marcelo Piui                  | PHS     | 6.015  | Rio De Janeiro           | Rio de Janeiro          |
| Fontes:      |                               |         |        |                          |                         |

#### Vereadores eleitos por partido
| Nº                     | Partido                | Votos populares | Votos populares | Vagas     | ±         |
| Nº                     | Partido                | Votos           | %               | Vagas     | ±         |
| ---------------------- | ---------------------- | --------------- | --------------- | --------- | --------- |
| 15                     | PMDB                   | 506.227         | 18,64%          | 13        | 8         |
| 13                     | PT                     | 219.363         | 8,08%           | 4         | 1         |
| 27                     | PSDC                   | 167.841         | 6,18%           | 3         | 2         |
| 11                     | PP                     | 149.637         | 5,51%           | 3         | Estável   |
| 25                     | DEM                    | 144.761         | 5,33%           | 3         | 5         |
| 40                     | PSB                    | 127.299         | 4,69%           | 2         | Estável   |
| 10                     | PRB                    | 117.072         | 4,31%           | 2         | Estável   |
| 45                     | PSDB                   | 116.500         | 4,29%           | 2         | 3         |
| 12                     | PDT                    | 116.297         | 4,28%           | 2         | 1         |
| 22                     | PR                     | 115.646         | 4,26%           | 2         | Estável   |
| 50                     | PSOL                   | 114.899         | 4,23%           | 4         | 3         |
| 14                     | PTB                    | 106.411         | 3,92%           | 2         | 1         |
| 20                     | PSC                    | 102.511         | 3,77%           | 2         | Estável   |
| 43                     | PV                     | 68.951          | 2,54%           | 1         | 2         |
| 19                     | PTN                    | 66.288          | 2,44%           | 1         | 1         |
| 36                     | PTC                    | 65.435          | 2,41%           | 1         | Estável   |
| 17                     | PSL                    | 63.096          | 2,32%           | 1         | 1         |
| 55                     | PSD                    | 62.115          | 2,29%           | 1         | 1         |
| 31                     | PHS                    | 61.485          | 2,26%           | 1         | Estável   |
| 28                     | PRTB                   | 55.704          | 2,05%           | 1         | Estável   |
| 65                     | PCdoB                  | 54.571          | 2,01%           | 0         | 1         |
| 70                     | PTdoB                  | 43.062          | 1,59%           | 0         | 3         |
| 23                     | PPS                    | 27.811          | 1,02%           | 0         | 2         |
| 33                     | PMN                    | 25.478          | 0,94%           | 0         | 1         |
| 44                     | PRP                    | 10.412          | 0,38%           | 0         | -         |
| 16                     | PSTU                   | 3.371           | 0,12%           | 0         | -         |
| 54                     | PPL                    | 2.400           | 0,09%           | 0         | -         |
| 21                     | PCB                    | 1.635           | 0,06%           | 0         | -         |
| Total de votos válidos | Total de votos válidos | 2.716.278       | 72,35%          | 51        | 51        |
| Votos em branco        | Votos em branco        | 305.024         | 8,12%           | 51        | 51        |
| Votos nulos            | Votos nulos            | 335.770         | 8,94%           | 51        | 51        |
| Total de votos         | Total de votos         | 3.754.393       | 79,55%          | 51        | 51        |
| Abstenções             | Abstenções             | 965.214         | 20,45%          | 51        | 51        |
| Eleitorado apto        | Eleitorado apto        | 4.719.607       | 4.719.607       | 4.719.607 | 4.719.607 |
| Fontes:                |                        |                 |                 |           |           |